# Roodkopplevier
De roodkopplevier (Anarhynchus ruficapillus) is een kleine plevier die nauw verwant is aan de strandplevier.

## Beschrijving
De roodkopplevier wordt 14 tot 16 centimeter lang, heeft een spanwijdte van 27 tot 34 centimeter en weegt 35 tot 40 gram. De soort heeft een witte buik en voorhoofd en is overwegend grijsbruin van boven. De volwassen mannetjes zijn roodbruin op de kruin en achter op de nek; volwassen vrouwtjes zijn daar wat bleker. Het mannetje heeft een zwarte oogstreep, bij het vrouwtje loopt de oogstreep van snavel naar oog (een zogenaamde "teugel").

## Verspreiding en leefgebied
Deze soort komt voor in Australië en het eiland Timor en als dwaalgast in Nieuw-Zeeland.
De soort leeft in estuaria aan de kust, in baaien, op stranden, zandplaten en wadden en zoutmeren in het binnenland van Australië.

## Status
De roodkopplevier heeft een groot verspreidingsgebied en daardoor alleen al is de kans op uitsterven uiterst gering. De grootte van de populatie is niet bekend. Er is geen aanleiding te veronderstellen dat de soort in aantal achteruit gaat. Om deze redenen staat deze plevier als niet bedreigd op de Rode Lijst van de IUCN.
- Kort fragment van een roodkopplevier (mannetje) in het zuidoosten van Queensland

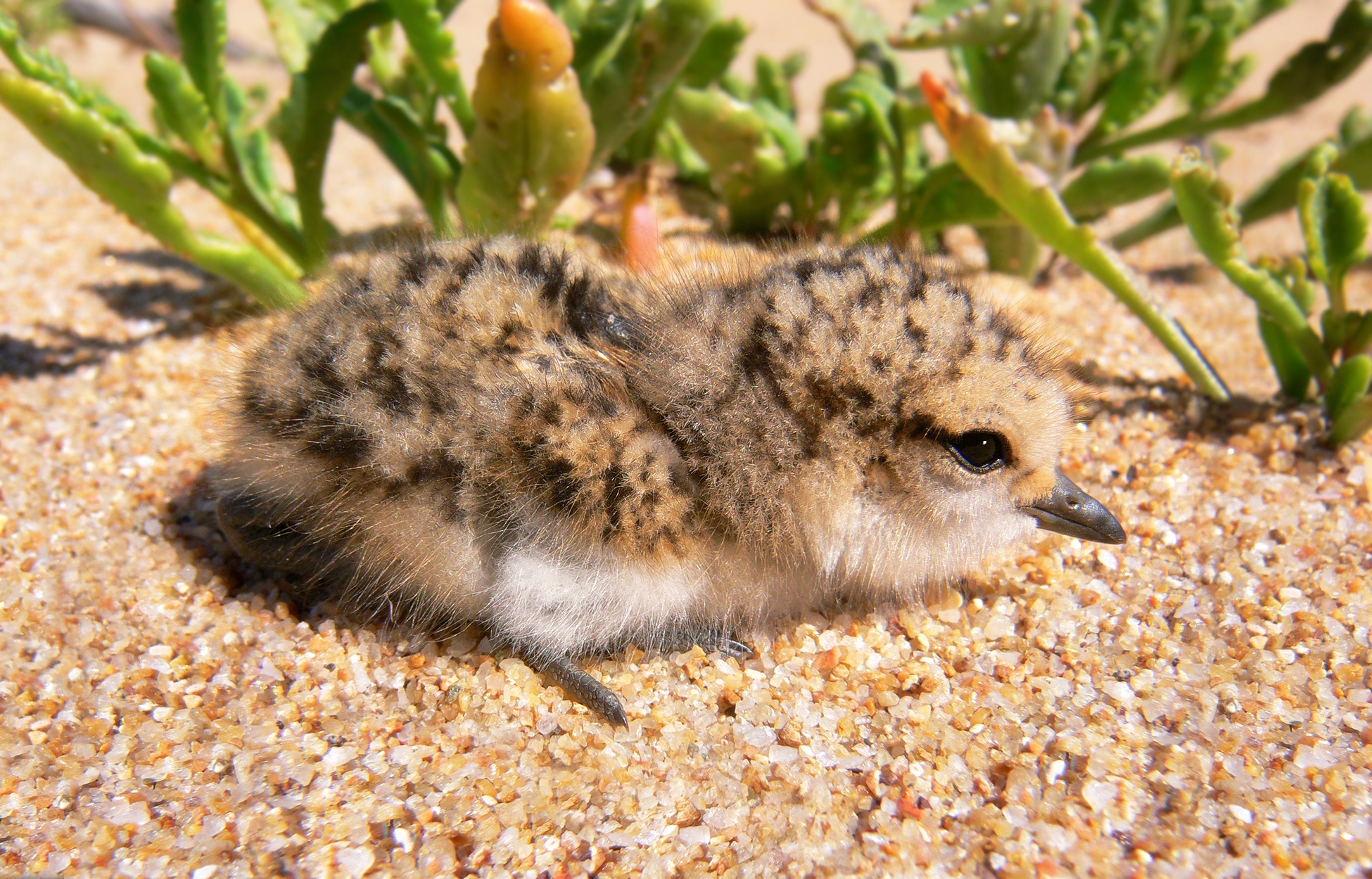
Roodkopplevierkuiken. Let op de goede camouflage als bescherming tegen roofdieren als het dier zich stil tegen de grond drukt.